# La Trinidad Tenexyecac
La Trinidad Tenexyecac es una localidad en el estado de Tlaxcala, México. Pertenece al municipio de Ixtacuixtla de Mariano Matamoros.

## Localización
Se encuentra a un costado de la carretera autopista Puebla-Tlaxcala en el kilómetro 15, a unos 1000 m del entronque de la carretera en el estado de Tlaxcala.

## Información general
Es un poblado tradicional de 2,750 habitantes, enclavado en medio de 2 cerros y que se extiende a lo largo de un río. En su plaza central se ubica una iglesia de fecha 1785. Se dice que en su iglesia, el día viernes de Semana Santa, a las 3 de la tarde, el sol ilumina directamente al lugar donde se guarda al Santísimo.
Aunque no se considera un lugar netamente turístico, cuenta con varios atractivos para las poblaciones cercanas.
Su población sigue las principales celebraciones tradicionales ligadas al catolicismo y su fiesta principal es el día de la fiesta de todo el pueblo en honor a La Santísima Trinidad(Dios padre, Dios hijo y Dios espíritu santo). La imagen principal del templo describe las tres representaciones de Dios (Santísima Trinidad): Dios Padre, Dios Hijo y Dios Espíritu Santo.
Su fiesta se celebra el día de la Santísima trinidad, la cual se celebra el domingo siguiente a la fiesta de Pentecostés.
Su párroco actual es el padre Julian.

Desde tiempos ancestrales, su gente se ha dedicado al arte de moldear el barro de la región para crear hermosas artesanías, destacando las cazuelas que son su orgullo y su símbolo. Además, cultivan la tierra con esmero y cosechan el maíz y el frijol que alimentan a sus familias. Algunos también trabajan en empresas cercanas, pero sin olvidar sus raíces y su tradición.

## Datos históricos
Se nombre está compuesto por una palabra náhuatl: Tenexyecac; que significa nariz de cal. 
Sus orígenes modernos se remontan al siglo XVIII, y su etapa antigua se remonta al siglo XIV pudiéndose observar aún construcciones que datan de antes de la llegada de los españoles, señal de una cultura tlaxcalteca que habitó en los cerros que lo rodean, donde aún se pueden observar construcciones precolombinas y varios restos humanos en los mismos.